# Symbolae Botanicae Upsalienses
Symbolae Botanicae Upsalienses (abreviado Symb. Bot. Upsal.) es una revista científica con ilustraciones y descripciones botánicas que es editada en Uppsala desde el año 1932/35 con el nombre de Symbolae Botanicae Upsalienses; Arbeten Fran Botaniska Institutionen i Uppsala.